# جوليا باشا
جوليا باشا (1980-) هي مخرجة أفلام وثائقية برازيلية من أصل فلسطيني. ولدت في ريو دي جانيرو بالبرازيل. انتقلت إلى الولايات المتحدة عام 1997، لدراسة تاريخ وسياسة الشرق الأوسط ، تخرجت من كلية الدراسات العامة من جامعة كولومبيا عام 2003. قامت بتصوير قصص غيرموثقة من الشرق الأوسط بما في ذلك القضايا المتعلقة بفلسطين. يستكشف فيلمها المقاطعة لعام 2021، التشريعات المناهضة للمقاطعة وقضايا حرية التعبير. سافرت الى القاهرة في عام 2004 للمشاركة بعمل فيلم وثائقي بعنوان غرفة التحكم مع المخرجة جيهان نجيم. حيث تلقت هي وجيهان نجيم ترشيحاً لجائزة نقابة الكتاب الأمريكية لأفضل سيناريو وثائقي عن الفيلم. شغلت منصب المديرة الإبداعية في منظمة جاست فيجن عام 2006.

## حياتها العملية
شاركت في إخراج الفيلم الوثائقي نقطة اللقاء مع رونيت افينت، وكان ضمن الإختيارات الرسمية في مهرجان تريبيكا السينمائي، ومهرجان هوت دوكس، ومهرجان القدس السينمائي، ومهرجان فانكوفر السينمائي الدولي، ومهرجان سان فرانسيسكو السينمائي الدولي، حيث فاز بجائزة الجمهور لأفضل وثائقي. أخرجت فيلماً وثائقياً في عام 2009 بعنوان بُدرس، الذي عرض في مهرجان برلين السينمائي الدولي الـ60. حيث فاز الفيلم بأكثرمن 18جائزة دولية، بما في ذلك جائزة بيوما الإبداعية للآثار في عام 2012، وهي جائزة بقيمة 50,000 دولار تُمنح للفيلم الوثائقي الذي كان له أكبر تأثير اجتماعي. وفي عام 2013، فاز فيلمها حارتي الذي أنتج عام 2012 بجائزة بيبودي.

## الجوائز
حصلت على العديد من الجوائز منها:
- جائزة فاي بيتا كابا عام 2003.
- جائزة الملك حسين للقيادة عام 2009.
- جائزة البحث عن أرضية مشتركة عام 2010.
- جائزة ريدنهور للأفلام عام 2011.
- جائزة فاز ديفرينسا عام 2012.
- ميدالية جامعة كولومبيا للتميز عام 2017.

## وصلات خارجية
- جوليا باشا على موقع IMDb (الإنجليزية)
- جوليا باشا على موقع ألو سيني (الفرنسية)
- جوليا باشا على موقع أول موفي (الإنجليزية)
- جوليا باشا على موقع قاعدة بيانات الفيلم (الإنجليزية)
- جوليا باشا على موقع كينوبويسك (الروسية)